# Ichinobe-no Oshiwa
Ichinobe-no Oshiwa (磐坂市邊押磐) was de oudste zoon van de Japanse keizer Richū. Hij was de vader van keizer Kenzo en keizer Ninken.
Geen exacte data worden opgenomen voor het leven of de regeringen van deze periode, maar het bewind van keizer Anko wordt geacht te hebben geduurd 456-479; en Oshiwa overleden tijdens 456-479
Volgens de Nihonshoki werd Oshiwa gedood in een jachtongeval. Zijn zonen werden aangenomen als erfgenamen door keizer Seinei. Ze staan bekend als Prince Woke (of Kenzo-tennō) en als Prins Oke (of Ninken-tennō).